# Луговской (Самарская область)
Луговско́й — поселок Шигонского района Самарской области, сельского поселения Подвалье.

## География
Село расположено в 6,0 км от села Подвалье, 7,5 км от села Новодевичье.

### Улицы
- Колхозная улица
- Лесная улица
- Новостройка улица
- Полевая улица
- Пушкинская улица
- Садовая улица
- Советская улица
- Школьный переулок

## История
В 1921, во время голода в Поволжье жители села Новодевичье страдали от малоземелья. На сходе было предложено освоить залежные земли в округе. Несколько семей решили перебраться на новые земли. Эти люди были работящими, мастеровыми, они пахали землю, убирали урожай. Для жилья использовались конюшни, потом перевезли дома из Новодевичья. Их было построено 22 между оврагами, возле болота. Вокруг был лес.
В 1925 году открылась начальная школа Село росло. Рождались дети. В 1930 году образовался колхоз «Луговской». Были объединены земли, скот, инвентарь. Осенью в село приехали новые жители — переселенцы из графского поселка (сегодня Береговой), построились западнее к лесу, вступили в колхоз. Был обобщен не только скот, но и птица.

## Население
| 2010 |
| ---- |
| 294  |